# Elcaset
Ez a cikk az Elcaset szabványról szól, az általános értelemben vett kazettát lásd itt: Magnókazetta.

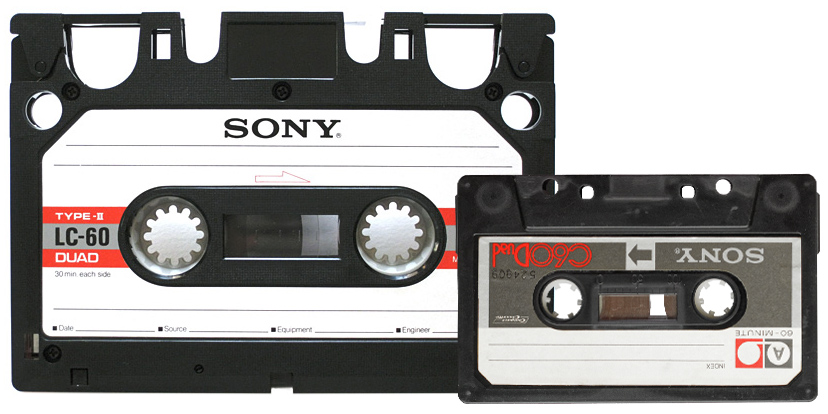
Elcaset kazetta (balra) egy szokványos magnókazetta mellett

Az Elcaset egy hangrögzítési technológiára vonatkozó szabvány, illetve szalagtárolási rendszer, melyet a Sony cég mutatott be 1976-ban.
Az Elcaset szó jelentése: L-cassette, large cassette, azaz nagyméretű kazetta. A szabvány kifejlesztését azzal indokolták, hogy az 1970-es évekre elterjedt Compact Cassette rendszer nem képes olyan minőségű jelátvitelre, mint a régebbi orsós rendszerek. Így lényegében az orsós szalagok minőségi előnyeit igyekeztek kombinálni a hordozhatóság és a könnyű kezelhetőség kényelmi szempontjaival.
A kazetta 6 mm szélességű szalaggal van szerelve, a szalagtovábbítási (lejátszási/felvételi) sebessége 9,5 cm/s, így jobb frekvenciaátvitelt és alacsonyabb zajszintet biztosított, mint a Compact Cassette rendszer.
A kazettarendszer a minőségi előnyei ellenére soha nem aratott átütő sikert, csupán az audofilek körében terjedt el, ezért 1980-ban leálltak a gyártásával, a megmaradt készülékeket Finnországban értékesítették.
Gyártói voltak: Sony, Teac, Technics, JVC, Wega.

## Műszaki specifikációk
- Szalagsebesség: 9,5 cm/s
- Szalagszélesség: 6,3 mm
- Méretek: 152 mm x 106 mm x 18 mm

## Külső hivatkozások
- Sony EL-5 Elcaset rendszerű magnódeck Archiválva 2023. február 2-i dátummal a Wayback Machine-ben
- The end of the Elcaset Archiválva 2012. július 20-i dátummal a Wayback Machine-ben